# Paul Séjourné

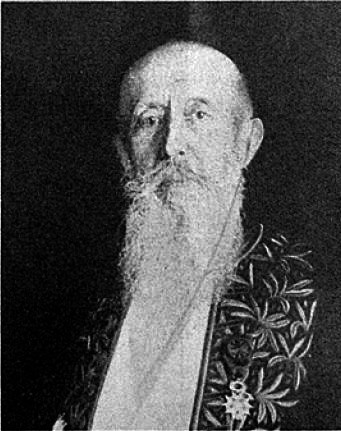
Paul Séjourné in hohem Alter, im Ornat der Académie des sciences

Paul Séjourné (* 21. Dezember 1851 in Orléans; † 15. Januar 1939 in Paris) war ein französischer Bauingenieur und Eisenbahnbauer, der hauptsächlich durch seine gemauerten Bogenbrücken mit großen Stützweiten bekannt wurde.

## Leben
Paul Séjourné absolvierte 1873 die École polytechnique und 1876 die École Nationale des Ponts et Chaussées.
In den folgenden Jahren war er als Ingénieur des ponts et chaussées zunächst in Mende, Département Lozère tätig, dann in Marmande, Département Lot-et-Garonne, wo er heiratete, und anschließend in Toulouse. Beim Bau verschiedener Eisenbahnstrecken erwarb er sich Anerkennung durch die Weiterentwicklung der Caisson-Gründung für die Pfeiler der Garonne-Brücke bei Marmande, insbesondere aber mit der Planung und dem Bau der Brücken von Le Castelet mit einer Spannweite von 41,20 m, des Viaduc de Lavaur in Lavaur mit einer Spannweite von 61,50 m
und der Brücke bei Vielmur-sur-Agout/Sémalens mit einer Spannweite von 50 m. Dem erst 33 Jahre alten Ingenieur wurde deshalb erlaubt, die Brücke von Vielmur/Sémalens seiner Frau zu widmen und Pont Antoinette zu taufen. Über diese drei Brücken veröffentlichte er 1886 einen Bericht, der zumindest in Frankreich grundlegende Bedeutung für den Bau weiterer gemauerter Brückenbogen hatte.
1888 unternahm er eine Reise nach Turkestan bis nach Samarkand im heutigen Usbekistan, um die von dem russischen General Annenkow gebaute Transkaspische Eisenbahn zu begutachten.
In den Jahren von 1890 bis 1893 ließ er sich beurlauben, um für die französische Compagnie de Five-Lilles in Spanien einen Teil der Strecke von Linares nach Almería zu bauen.
Danach kehrte er als Ingénieur en Chef des Départment Lozère nach Mende zurück, wo er für die Strecken von Mende nach La Bastide-Puylaurent und außerhalb seines Départements im nördlichen Massif Central von Bort-les-Orgues nach Neussargues-Moissac zuständig war.
1896 verließ er den Staatsdienst, um für die PLM, die Compagnie des chemins de fer de Paris à Lyon et à la Méditerranée als Ingénieur en Chef in Dijon am weiteren Ausbau des Eisenbahnnetzes zu arbeiten. Zu dieser Zeit waren die großen Linien des französischen Eisenbahnnetzes längst gebaut. Nach dem „Freycinet-Plan“ sollten aber auch die weniger wichtigen Orte Eisenbahnverbindungen erhalten. Dementsprechende Übereinkommen zwischen dem Staat und den großen Eisenbahngesellschaften wie der PLM sahen vor, dass diese einige der Strecken im Auftrag des Staates bauten und betrieben. Viele dieser in die Zuständigkeit von Séjourné fallenden Nebenlinien befanden sich in bergigem Gelände und erforderten deshalb zahlreiche Kunstbauten, wie Viadukte, Tunnel und Stützmauern.
Séjournés Posten in Dijon ließ ihm jedoch genügend Zeit für andere Projekte, wie z. B. die Planung und Ausführung der von 1899 bis 1903 in Luxemburg gebauten Adolphe-Brücke. Außerdem hielt er ab 1901 Vorlesungen über Mauerwerksbrücken an der École Nationale des Ponts et Chaussées, die er erst mit 72 Jahren beendete.
1909 wurde er zum Leiter der gesamten Konstruktionsabteilung der PLM in Paris und zu deren Vizedirektor befördert, so dass sich seine Zuständigkeit auf die Planung und den Bau zahlreicher weiterer Eisenbahnlinien erweiterte.
Zwischen 1913 und 1916 veröffentlichte er die sechs Bände seines Werkes Grandes Voûtes (Große Brückenbögen), das die seinerzeitigen Kenntnisse über gemauerte Brücken umfassend darstellt.
1916 wurde er von Louis Hubert Lyautey, dem ersten Generalresidenten des Protektorates Französisch-Marokko, mit der Planung der marokkanischen Eisenbahnen beauftragt, die 1920 als Compagnie des chemins de fer du Maroc gegründet wurden und an denen sich die PLM beteiligte. Séjourné war deshalb mit seinem Planungsbüro der PLM auch noch für einige Eisenbahnlinien in Marokko tätig.
Im Alter von 76 Jahren übergab er 1927 die Konstruktionsabteilung seinem langjährigen Stellvertreter M. Martinet und ging mit dem Titel eines Ehren-Direktors in den Ruhestand.
Im Ruhestand erlebte er, dass die PLM infolge der schwierigen wirtschaftlichen Lage zusammen mit den anderen großen Eisenbahngesellschaften zur Société nationale des chemins de fer français verstaatlicht und das Planungsbüro geschlossen wurde.
Paul Séjourné starb am 15. Januar 1939 nach langer Krankheit im Alter von 88 Jahren in Paris, wo er auf dem Friedhof Montmartre beigesetzt wurde.

## Beitrag zur Bautechnik
Zum Bau von Steinbögen errichtete man hölzerne Lehrgerüste, auf denen der vollständige Steinbogen gemauert wurde, der mit seinem gesamten Gewicht auf dem Lehrgerüst auflag. Diese traditionelle Bauweise führte bei größeren und breiteren Bögen zu einem enormen Bedarf an Holzbohlen und Balken. Zudem entwickelte sich das Lehrgerüst zu einem selbständigen Bauteil mit eigenen Regeln, dessen Verhalten kaum genau berechnet werden konnte. Séjourné löste deshalb den breiten Bogen auf in zwei schmale, parallel nebeneinander stehende Bögen. Außerdem sah er doppellagige Bögen vor, bei denen zunächst nur die erste Lage auf dem Lehrgerüst gemauert wurde. Nach dem Entfernen des Lehrgerüstes stand der von der ersten Lage gebildete dünne Bogen selbständig, trug sein eigenes Gewicht und diente gleichzeitig als Lehrgerüst für die nächste Bogenlage. Dadurch konnten wesentlich leichtere und schmalere Lehrgerüste eingesetzt werden, die außerdem schneller wieder entfernt und für die nächsten Bogen verwendet werden konnten. Ferner vermied Séjourné die Verwendung von auf dem Boden stehenden Lehrgerüsten, die besonders bei hohen Brückenbögen enorme Kosten verursachen, sondern entwickelte ein kostensparendes gesprengtes Lehrgerüst, das mit Stahlseilen stabilisiert wurde, die durch Schraubspindeln verstellt werden konnten. Der Bau von doppellagigen Brückenbögen wurde zwar schon im antiken Rom verwendet, war aber wieder in Vergessenheit geraten. Es war Séjounés Verdienst, diese Bauweise neu zu entdecken und zu perfektionieren. Zur weiteren Gewichtsersparnis verwendete er eine Brückenplatte aus Stahlbeton, die durch eine Reihe senkrechter Pfeiler auf den schmalen Brückenbögen abgestützt wurde. So war es ihm beispielsweise möglich, auf zwei Bögen von je 3,25 m Breite, zusammen also 6,50 m, eine 22 m breite Brückenplatte herzustellen (Pont des Catalans in Toulouse). Diese Ideen fanden später Eingang in den Bau von Betonbrücken.

## Einige seiner Bauten
Die Adolphe-Brücke war mit einer Spannweite von 84 m damals mit Abstand die größte Steinbogenbrücke der Welt und machte Séjourné weit über Frankreich hinaus bekannt. Sie besteht aus zwei parallelen, gemauerten Bögen und einer wesentlich breiteren Stahlbeton-Brückentafel und wurde das Vorbild für eine Reihe weiterer Brücken, die teils von Séjouné, teils von anderen Konstrukteuren gebaut wurden.
Er selbst übernahm die Konstruktionselemente z. B. bei der Pont des Amidonniers (heute Pont des Catalans genannt), die von 1904 bis 1907 in Toulouse über die Garonne gebaut wurde. Ihre fünf weiten und flachen Öffnungen bestehen aus je zwei parallelen, nur 3,25 m breiten Mauerwerksbögen, die eine Stahlbeton-Brückentafel von 22 m Breite tragen.
Das von 1906 bis 1908 gebaute Viaduc de Fontpédrouse, Pyrénées-Orientales auf der Ligne de Cerdagne, später Pont Séjourné genannt, überbrückt zunächst mit einem 30 m breiten Spitzbogen ein tief eingeschnittenes Flusstal, auf dieser unteren Brücke steht dann das nur 2,50 m breite, eigentliche gemauerte Viadukt, das die Stahlbetonplatte für die Eisenbahn trägt.
Die 1908 bis 1912 unter Séjournés Leitung gebaute, in 103 m Höhe über den Oued Rhumel in Constantine, Algerien führende Pont Sidi Rached sieht wie eine Kopie der Adolphe-Brücke aus, ist aber mit einer Spannweite von 68 m und langen Vorbrücken eine eigenständige Konstruktion.
Die ebenfalls 1912 fertiggestellten Viaducs de Morez wurden vor allem durch ihre weithin sichtbaren Schleifen bekannt, mit denen die Bahn den enormen Höhenunterschied zwischen dem Jura und dem Tal von Morez überwindet.
Das Viaduc de Chanteloube liegt auf der 1909 begonnenen, aber nie fertiggestellten Bahnstrecke von Chorges, Hautes-Alpes nach Barcelonnette, Alpes-de-Haute-Provence und überquert mit sechs Haupt- und je vier Nebenbögen in einer langen S-Kurve mit einem leichten Gefälle ein Seitental, das später vom Stausee Lac de Serre-Ponçon überflutet wurde. Bei Niedrigwasser taucht die Brücke aus dem Stausee auf.
Das Viaduc des Eaux-salées auf der Strecke von Marseille–L’Estaque nach Miramas ist mit seiner Spannweite von 50 m ein hervorragendes Beispiel für Séjournés Brückenbaustil, ebenso der auf der gleichen Linie gebaute Viaduc de Corbière.
Das Viaduc de la Recoumène bei Le Monastier-sur-Gazeille war ein Teil der geplanten, aber ebenfalls nie fertiggestellten Ligne transcévenole von Le Puy-en-Velay, Haute-Loire nach Lalevade-d’Ardèche. Das in einer Kurve verlaufende, 270 m lange Bauwerk enthält 8 Rundbögen mit einer Stützweite von 25 m und einer Höhe von 65 m über dem Flüsschen Gazeille.
Das Viaduc de L’Escarène ist ein Teil des von Breil-sur-Roya nach Nizza führenden französischen Streckenastes der 1927 eröffneten Tendabahn.
Das Viaduc de la Bevera gehört ebenfalls zu dem französischen Streckenast der Tendabahn. Es ist insofern ungewöhnlich, als ein Stahlkastenträger durch einen quer zur Linie stehenden, einer Parabel ähnlichen gemauerten Steinbogen gestützt wird. Da die Linie das sehr enge Tal in einem spitzen Winkel schneidet, war dies die günstigste Lösung. Die im Krieg zerstörte Brücke wurde 1962 originalgetreu, wenn auch mit einem Betonbogen, wieder aufgebaut.
Das 180 m lange und 55 m hohe Viaduc de la Bonne bei Valbonnais und das 260 m lange und 110 m hohe Viaduc de la Roizonne bei La Mure liegen auf der ehemaligen Strecke von La Mure nach Corps im Département Isère, die 1928 eröffnet wurde. Die beiden Brücken gehören zu den allerletzten großen Steinbogenbrücken in Frankreich, wenn nicht in ganz Europa.

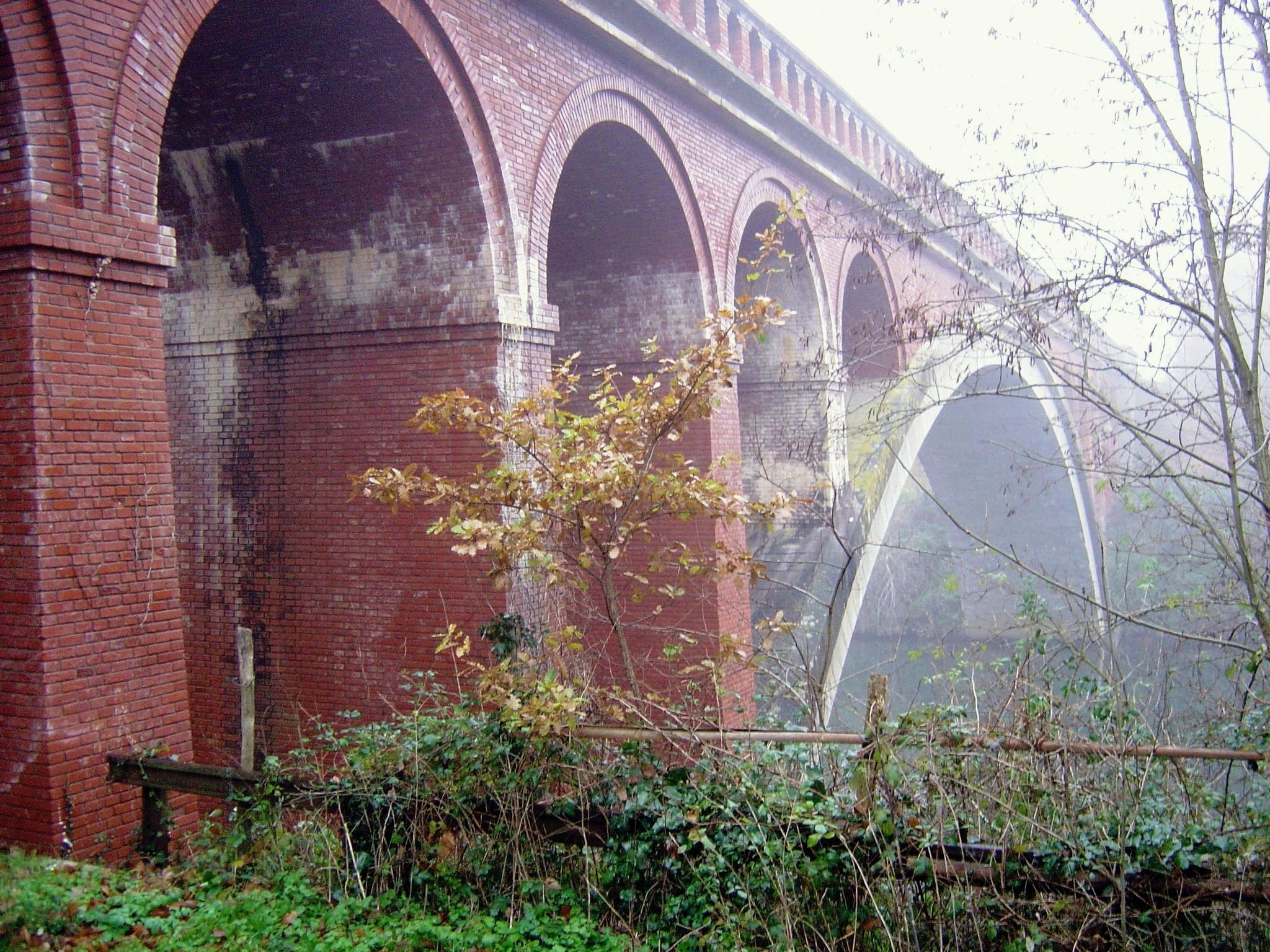
Pont Antoinette, Vielmur-sur-Agout/Sémalens, Tarn (1884)
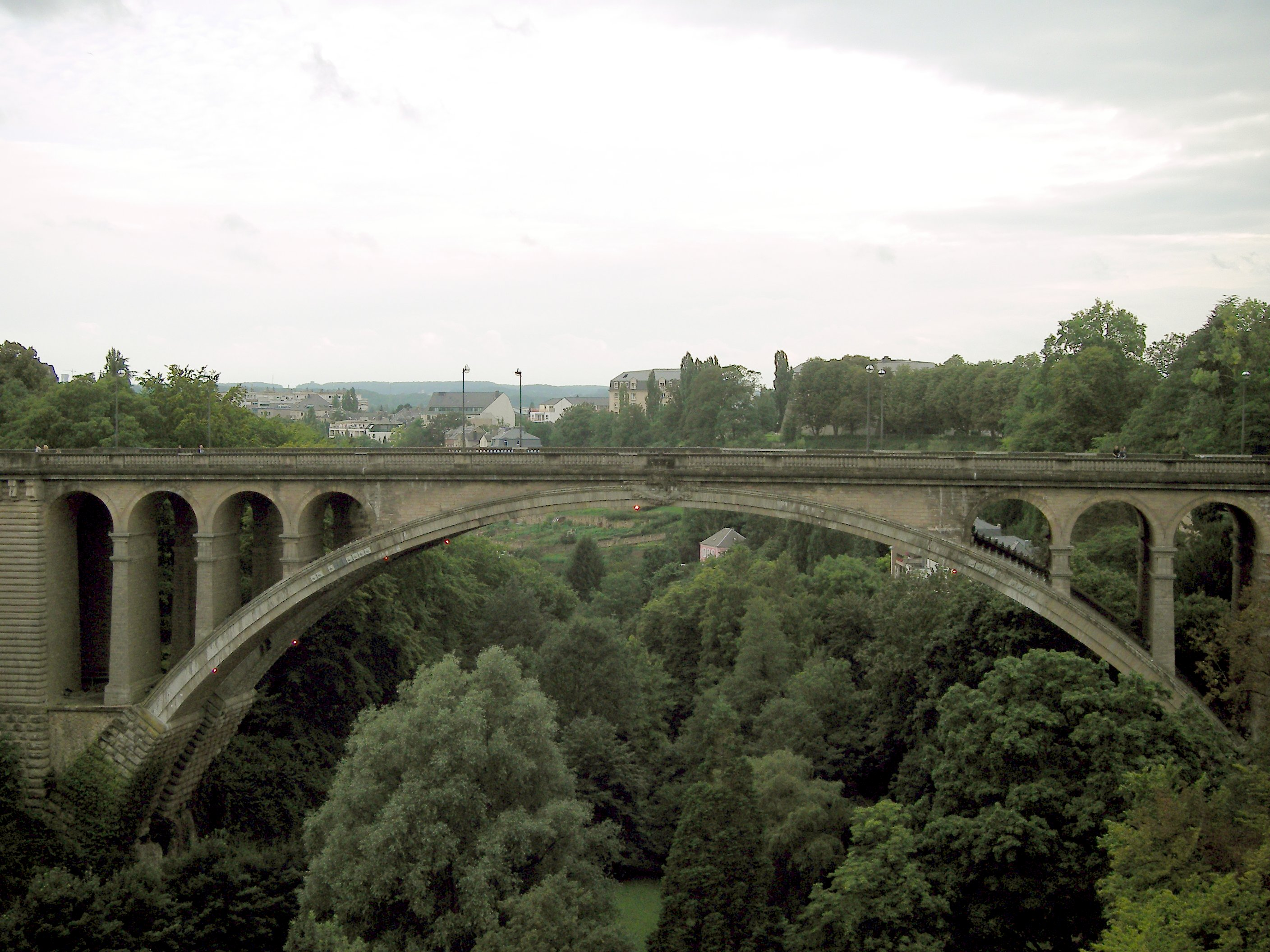
Adolphe-Brücke, Luxembourg (1903)
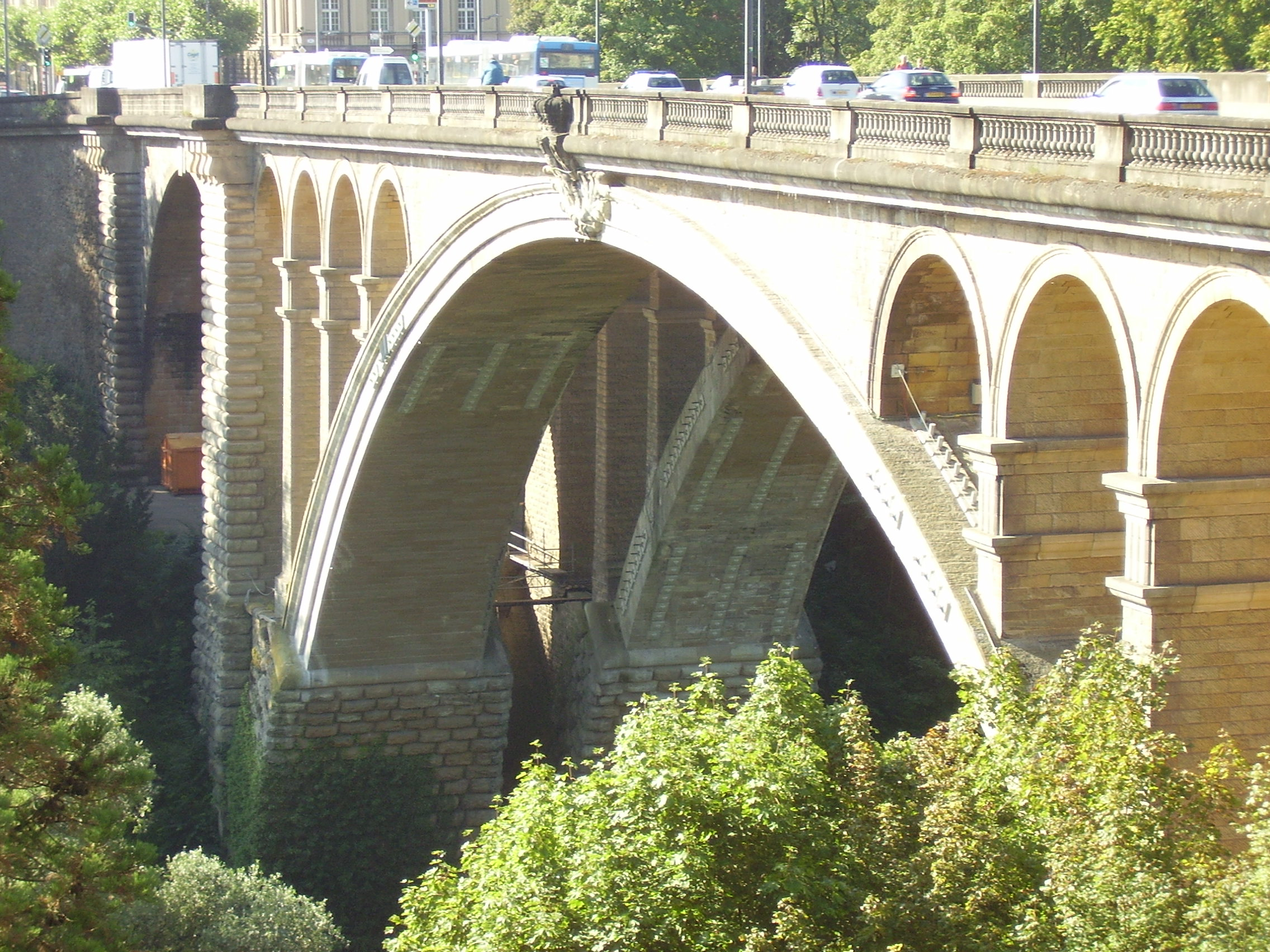
Adolphe-Brücke
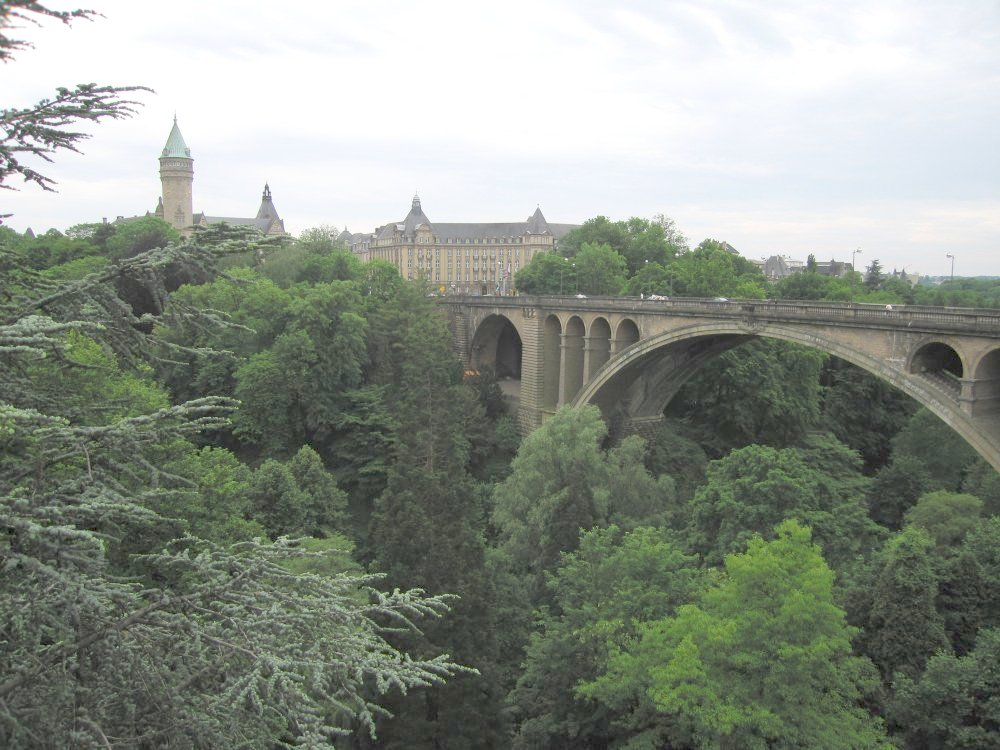
Adolphe-Brücke
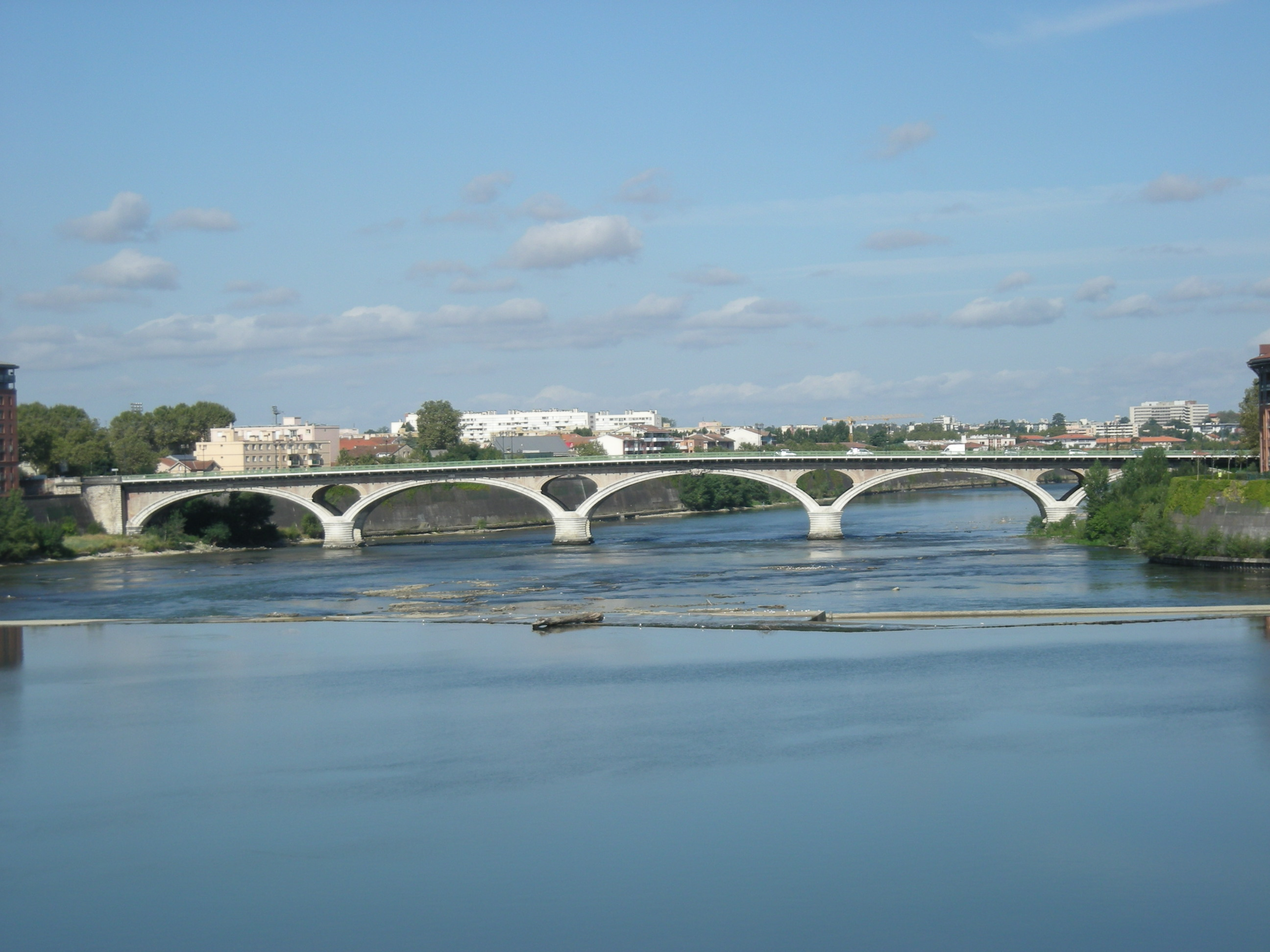
Pont des Amidonniers / Pont des Catalans, Toulouse (1907)
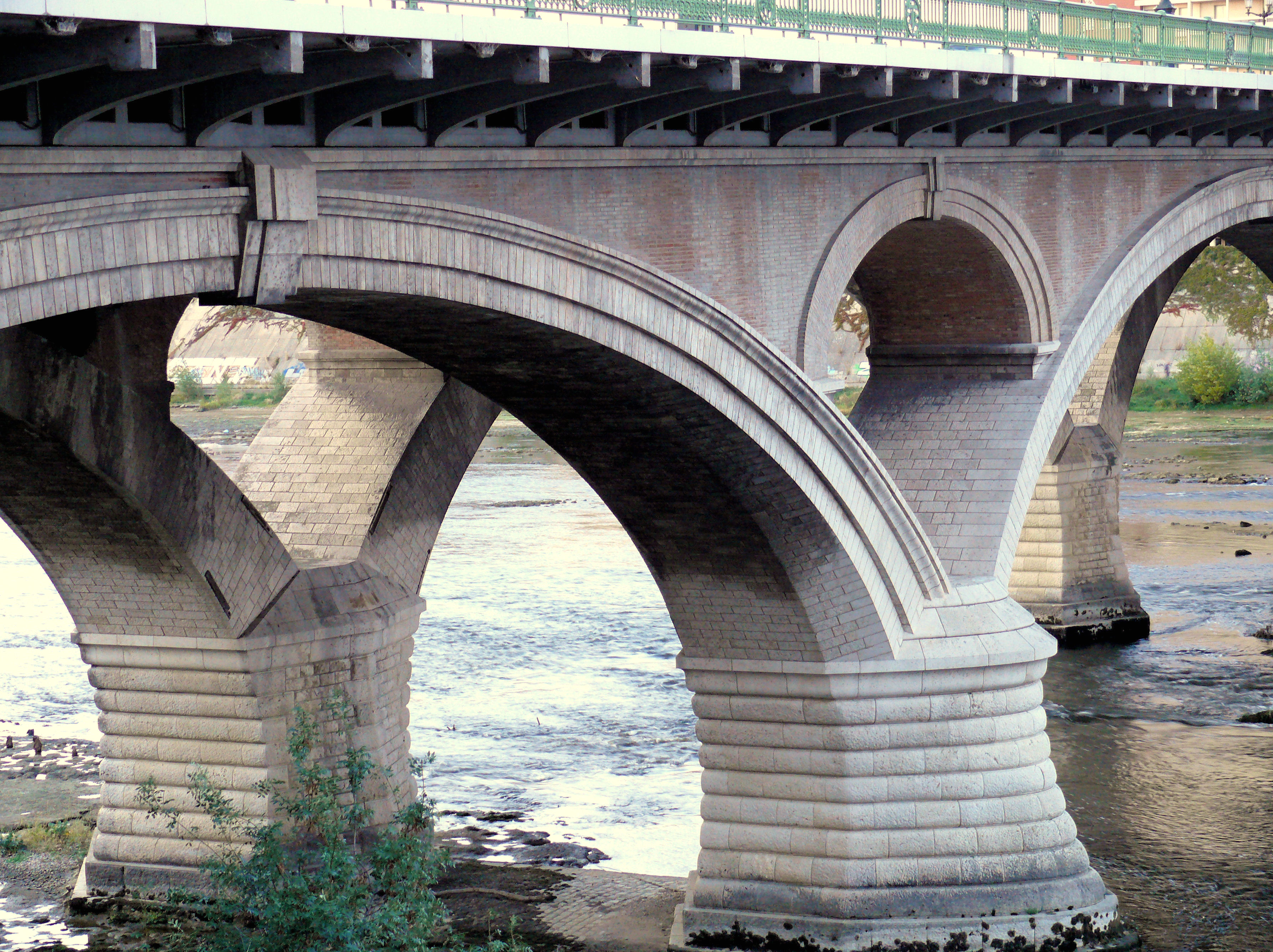
Pont des Amidonniers / Pont des Catalans
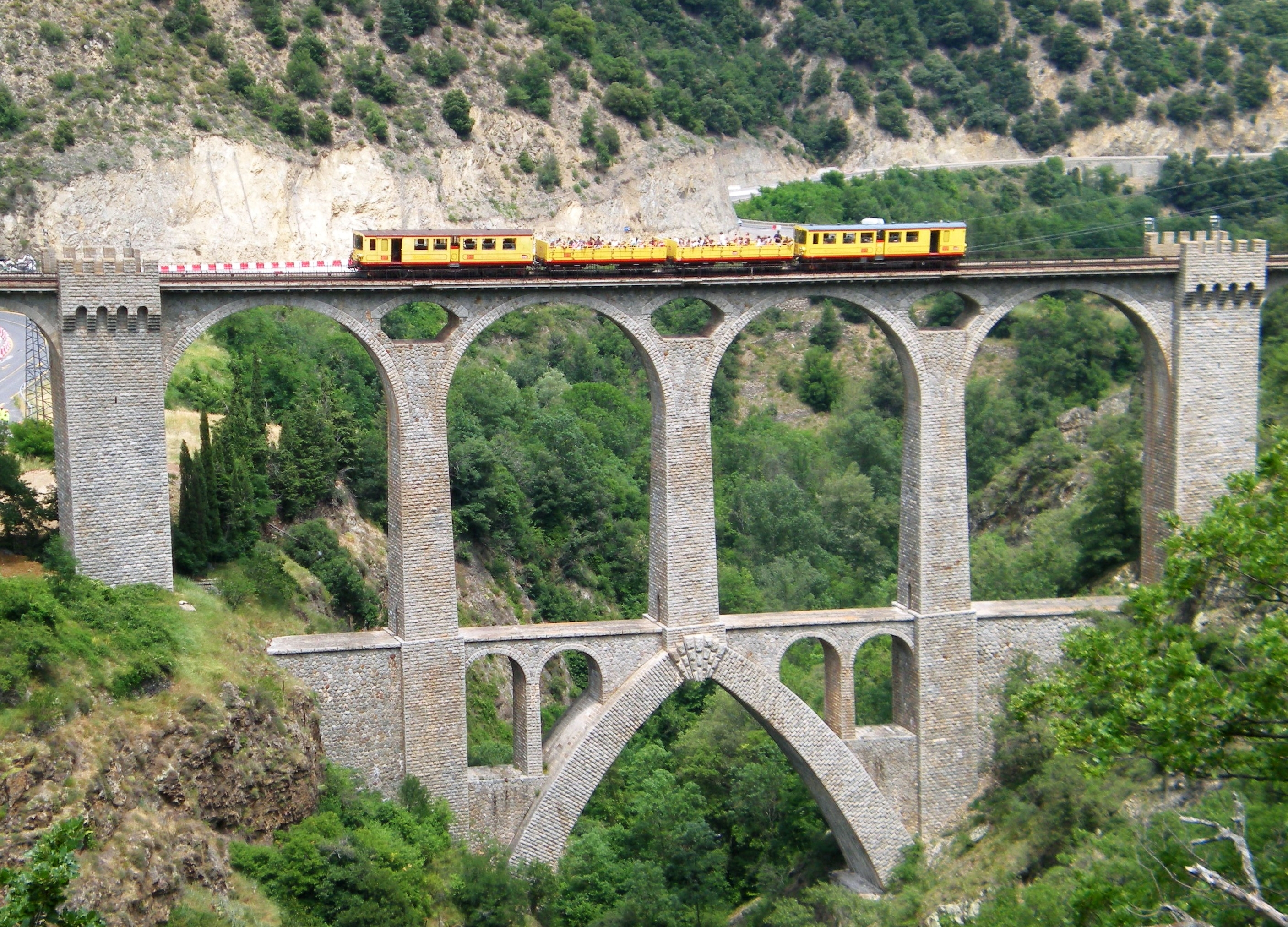
Pont Séjourné, Fontpédrouse, Pyrénées-Orientales (1908)
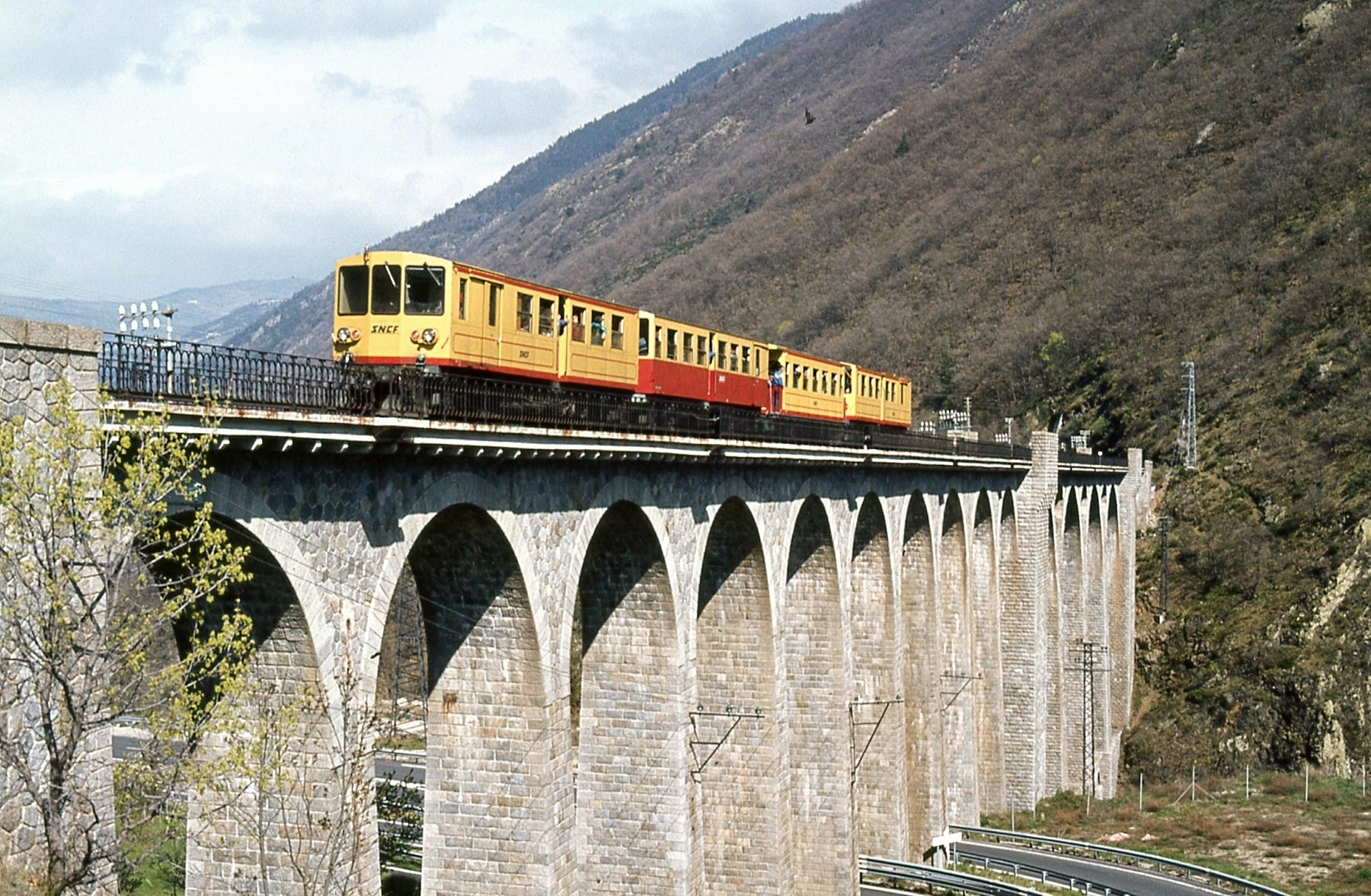
Pont Séjourné
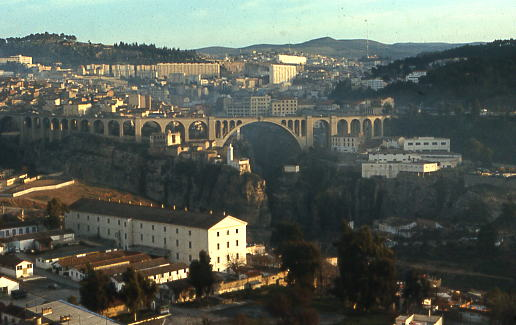
Pont Sidi Rached
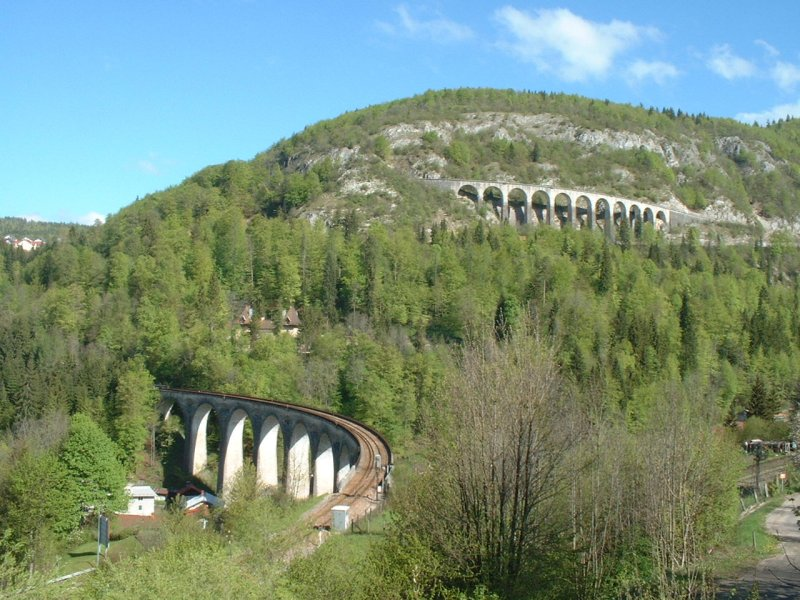
Viaducs de Morez, Jura (1912)
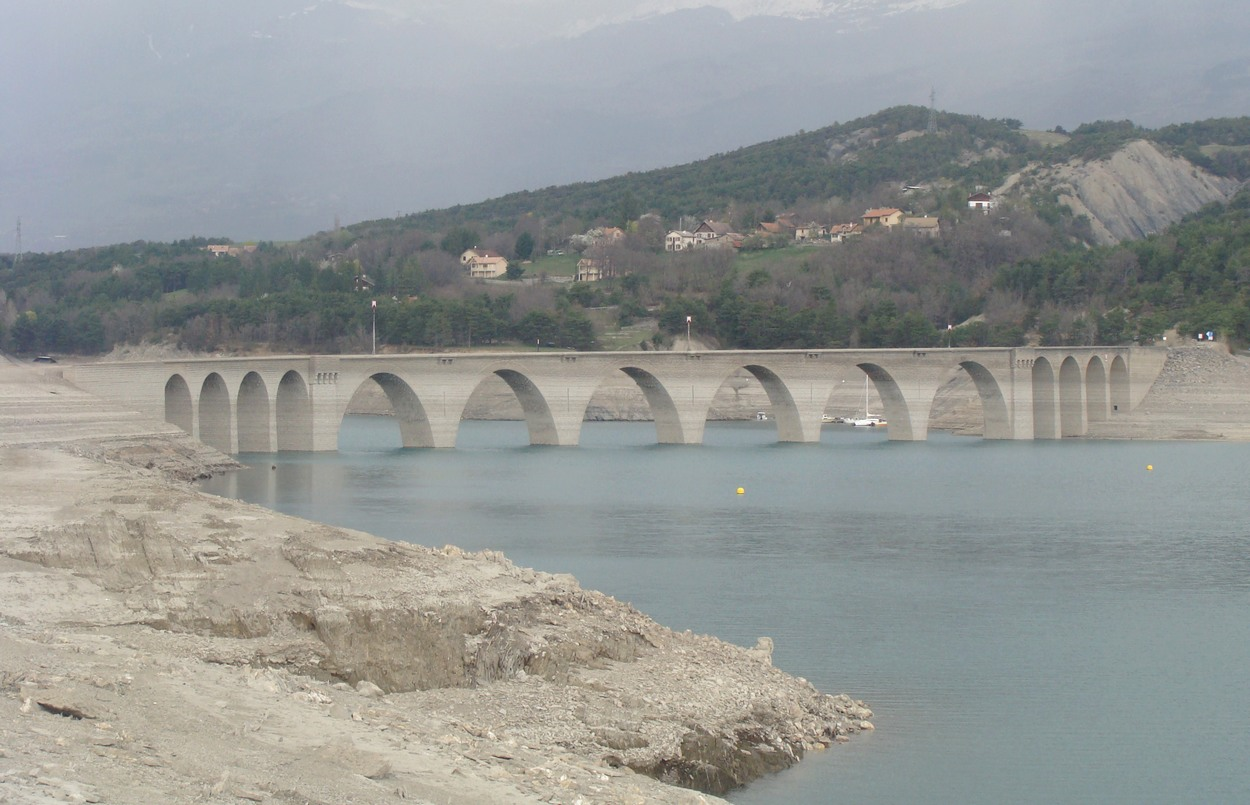
Viaduc de Chanteloube, bei Gorges, Hautes-Alpes (1909 - 1935)
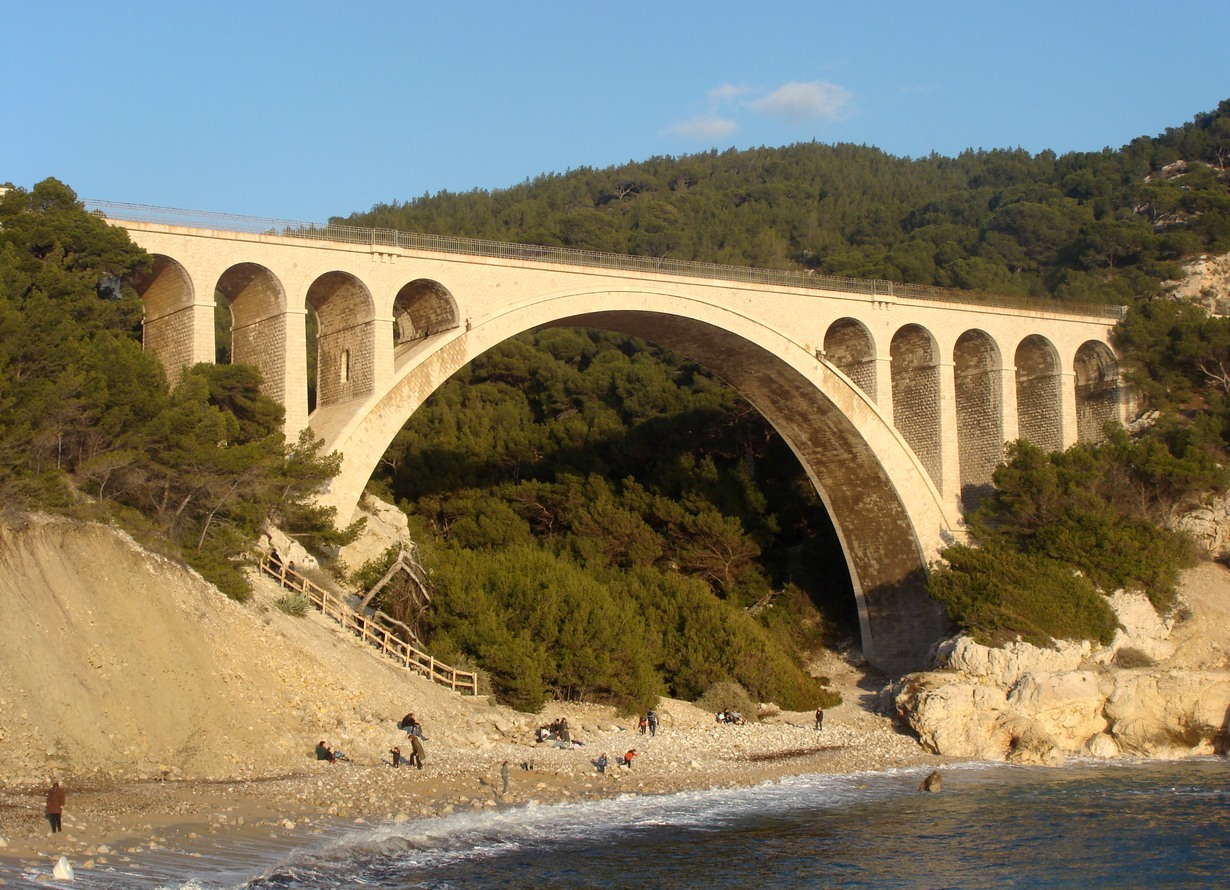
Viaduc des Eaux-salées (1914)
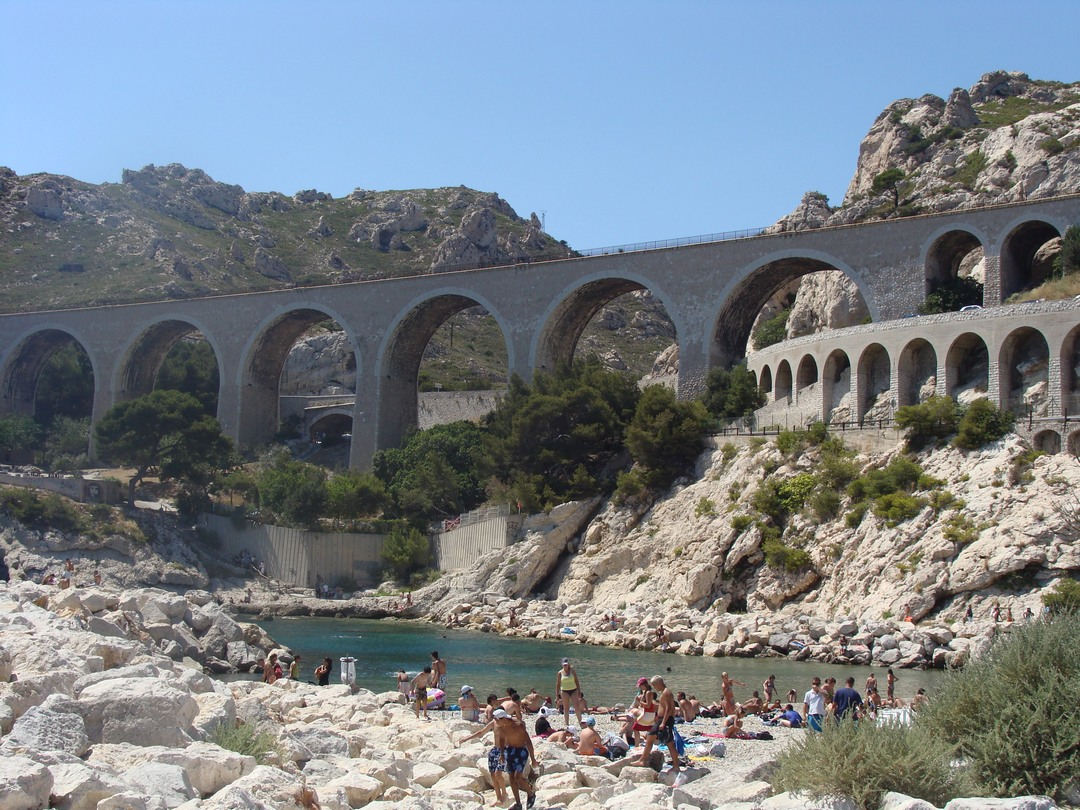
Viaduc de Corbière, Marseille-L'Estaques (1915)
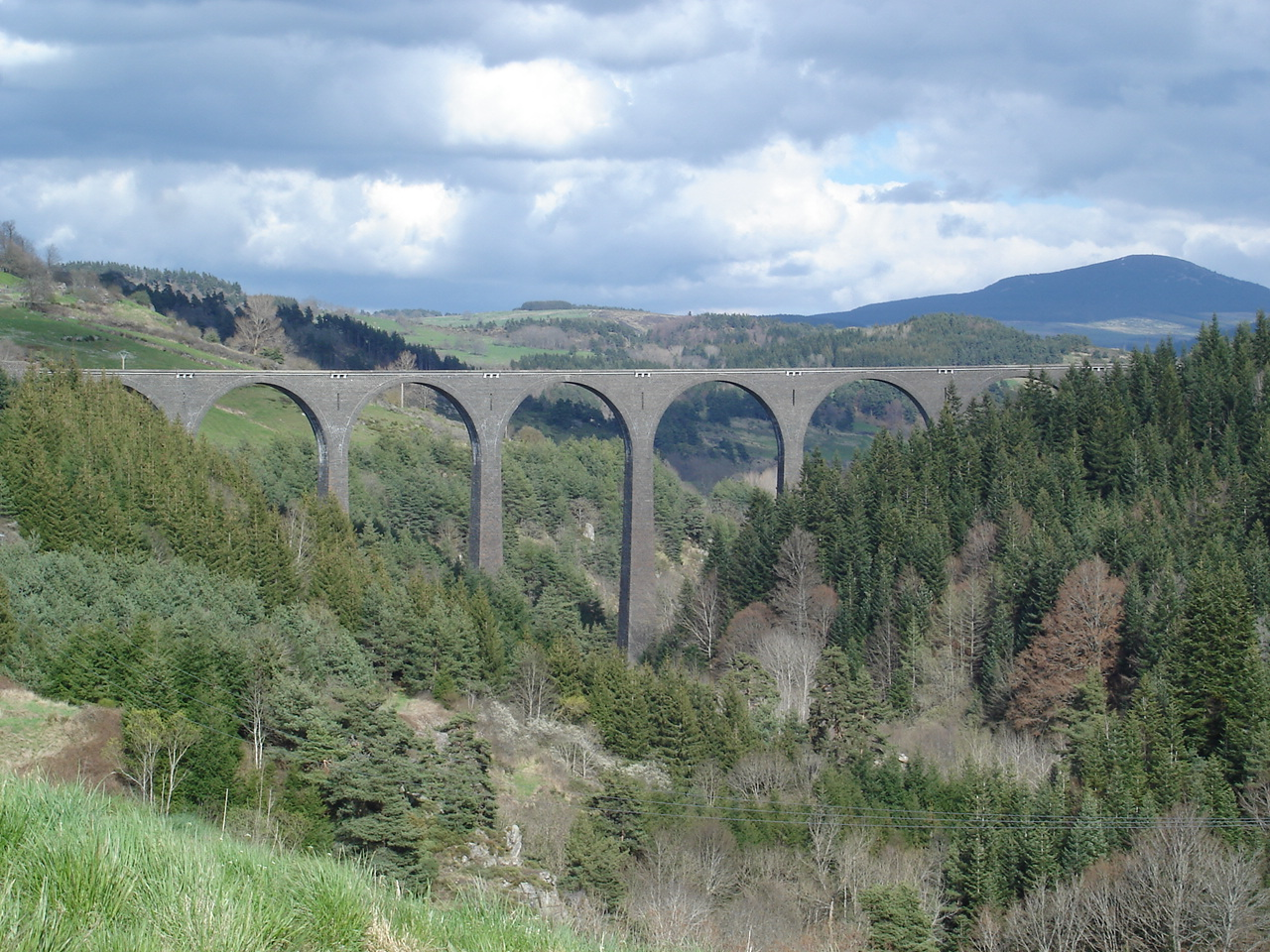
Viaduc de la Recoumène, bei Monastier-sur-Gazeille (1925, nie benutzt)
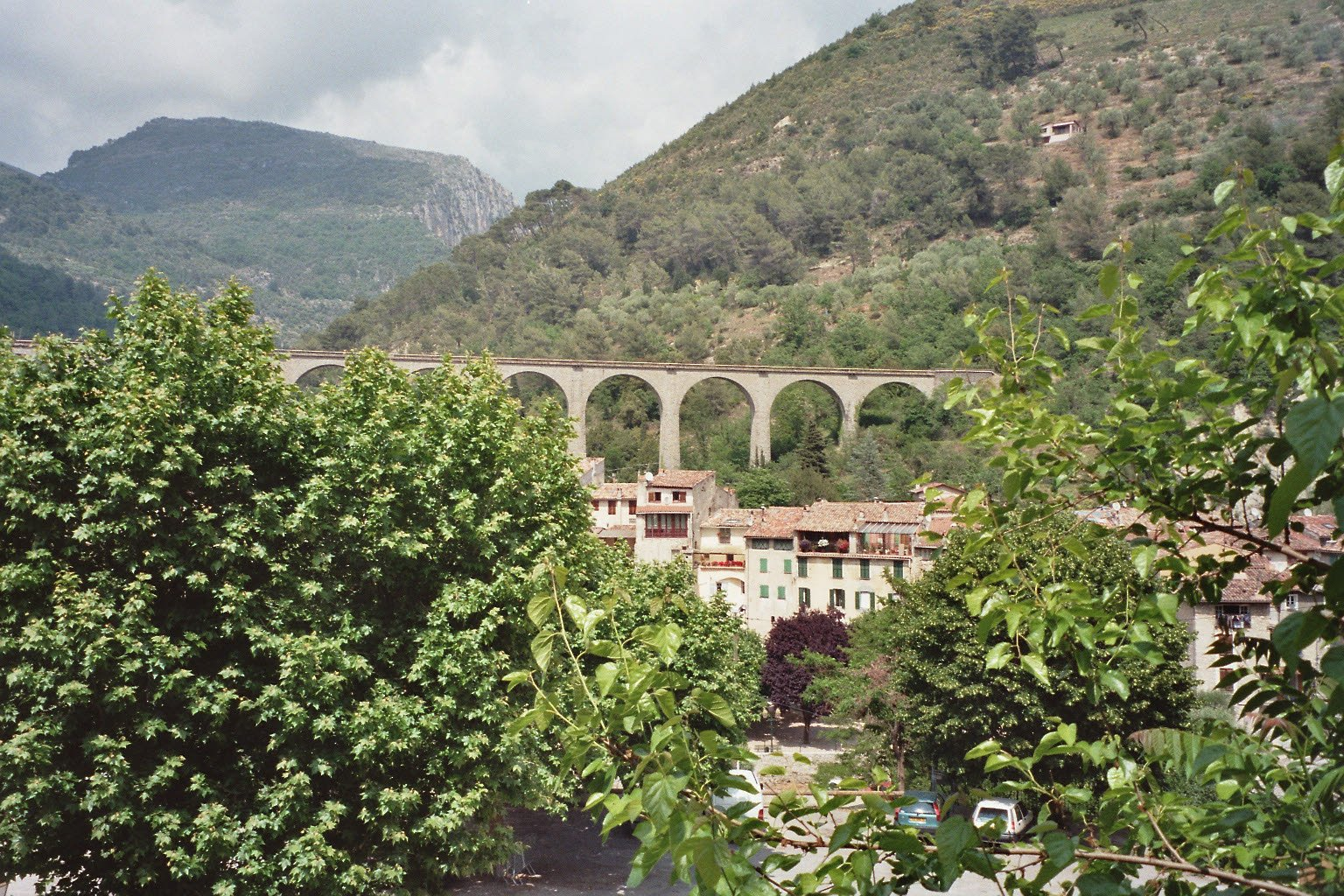
Viaduc de L'Escarène an der Tendabahn in Frankreich (1927)
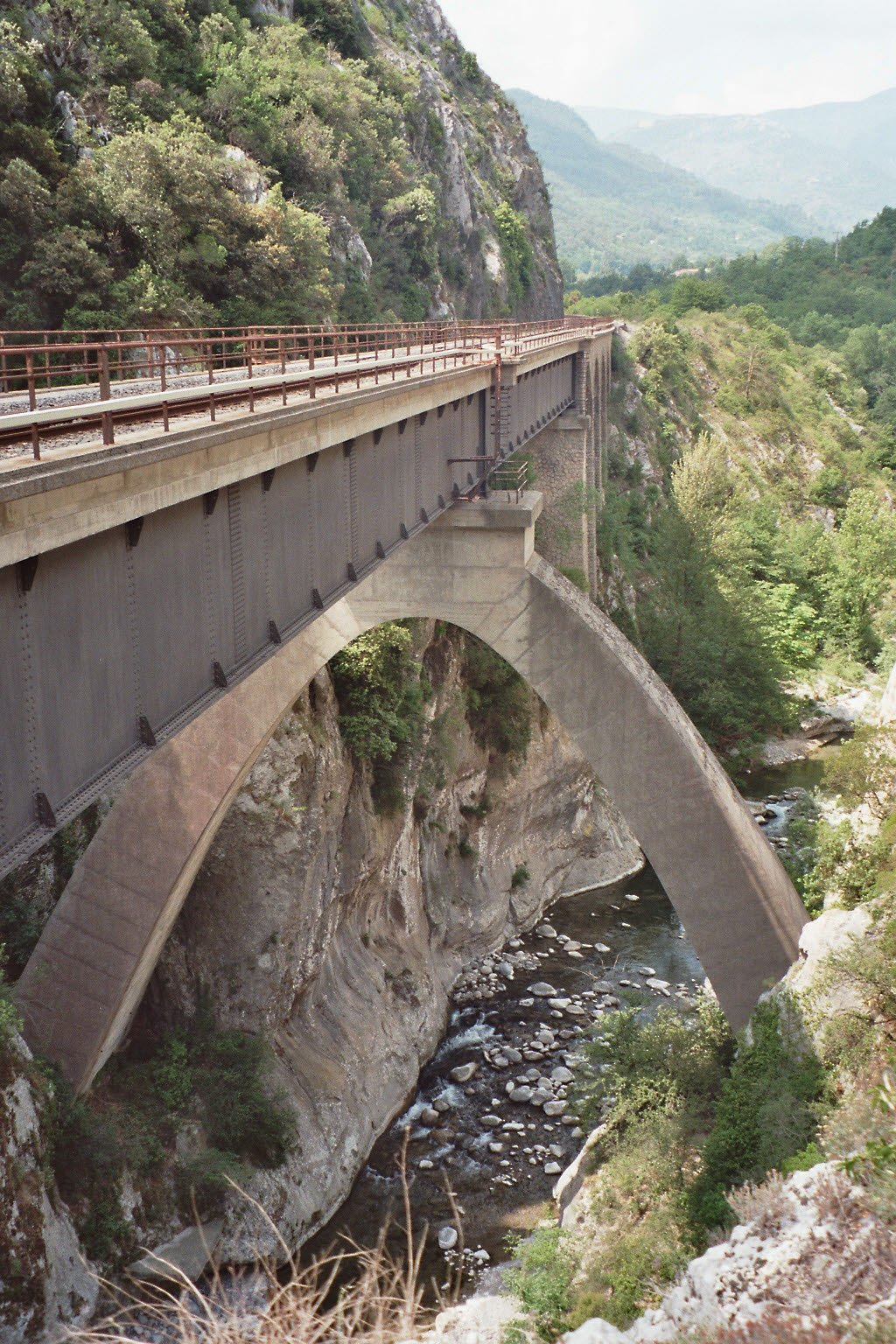
Viaduc de la Bevera an der Tendabahn in Frankreich (1927/1962)
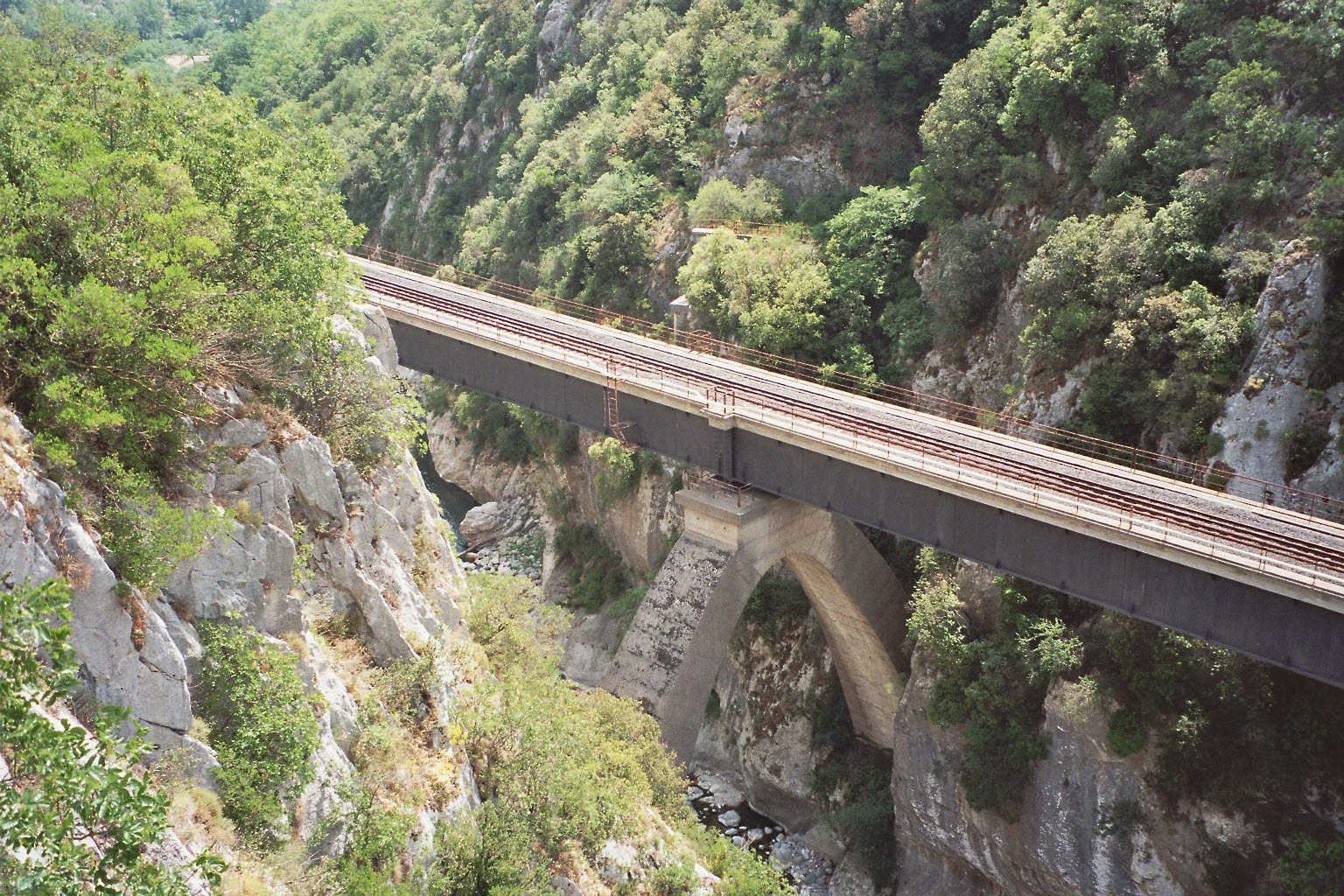
Viaduc de la Bevera
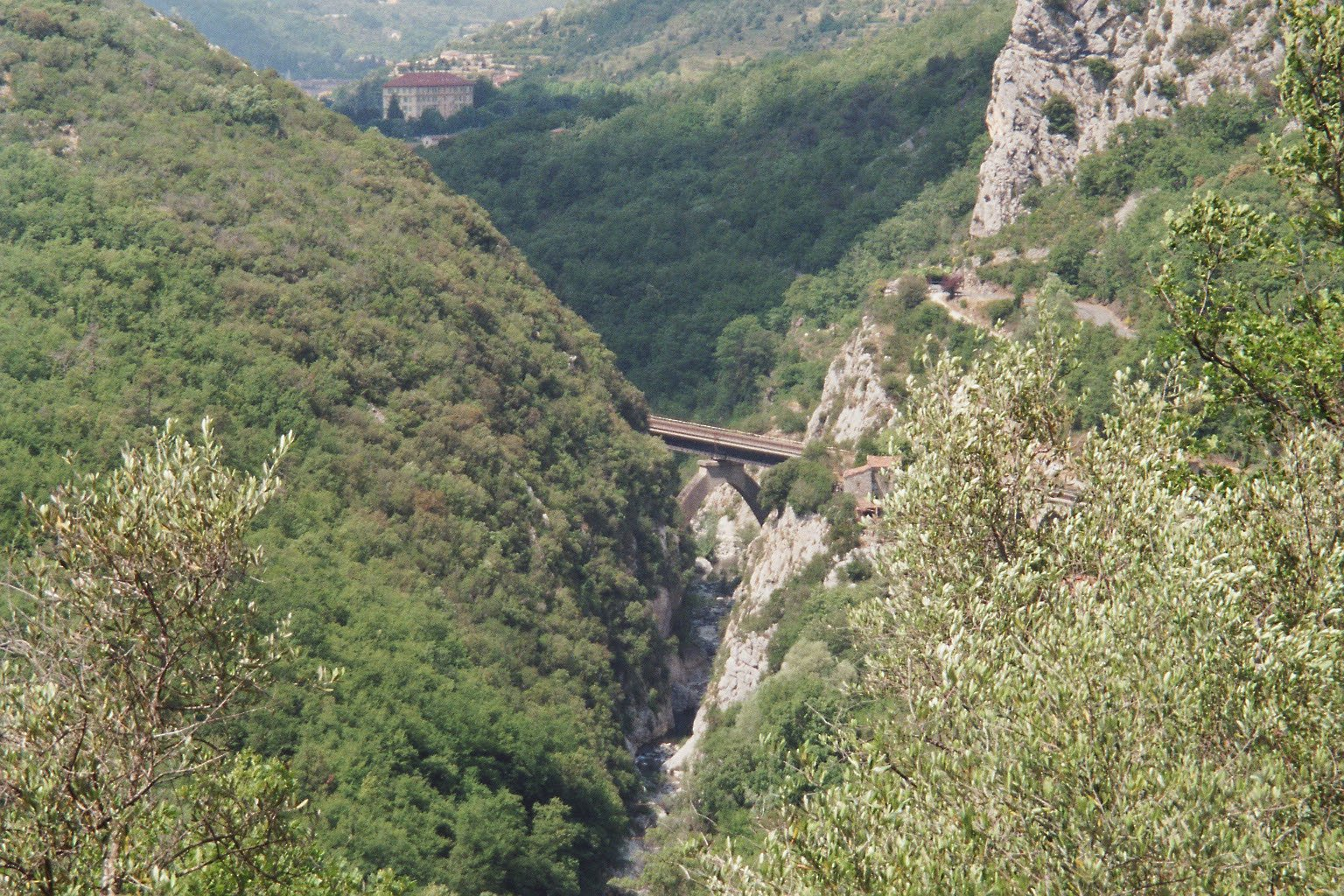
Viaduc de la Bevera
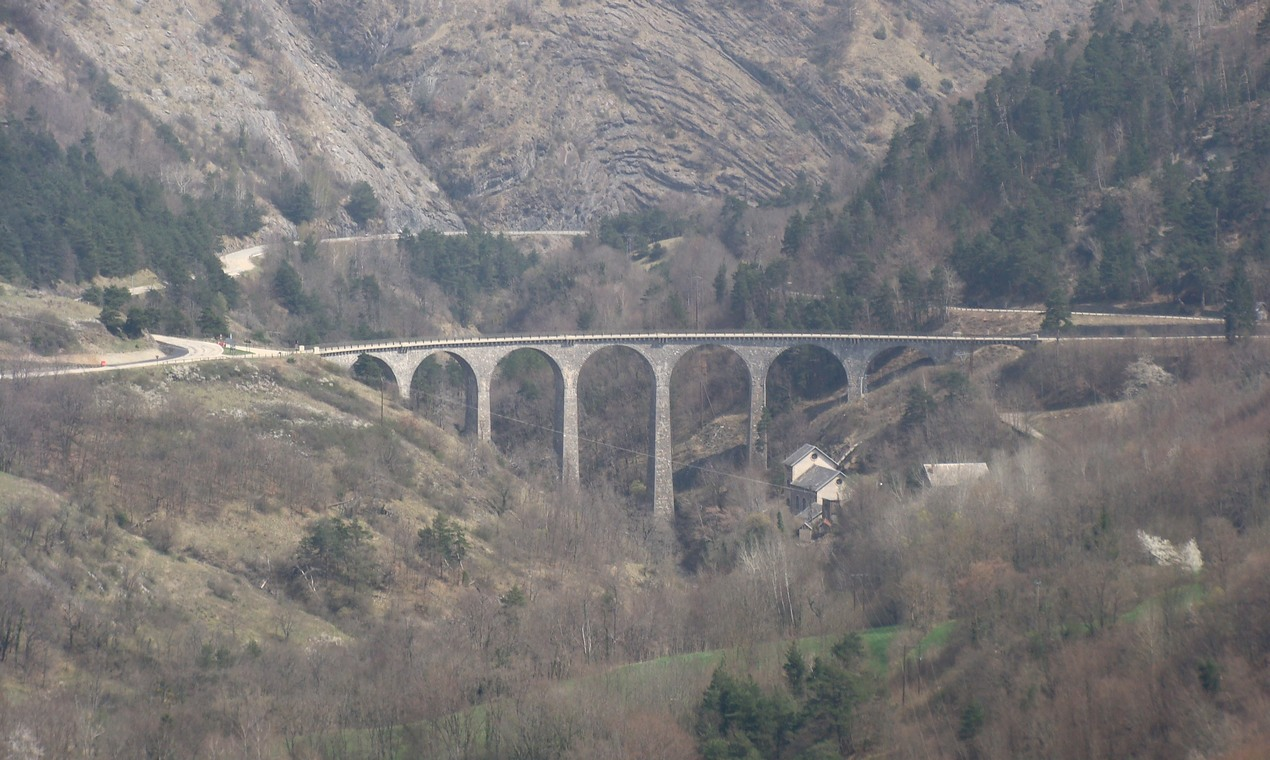
Viaduc de la Bonne, bei Valbonnais, Isère (1928)
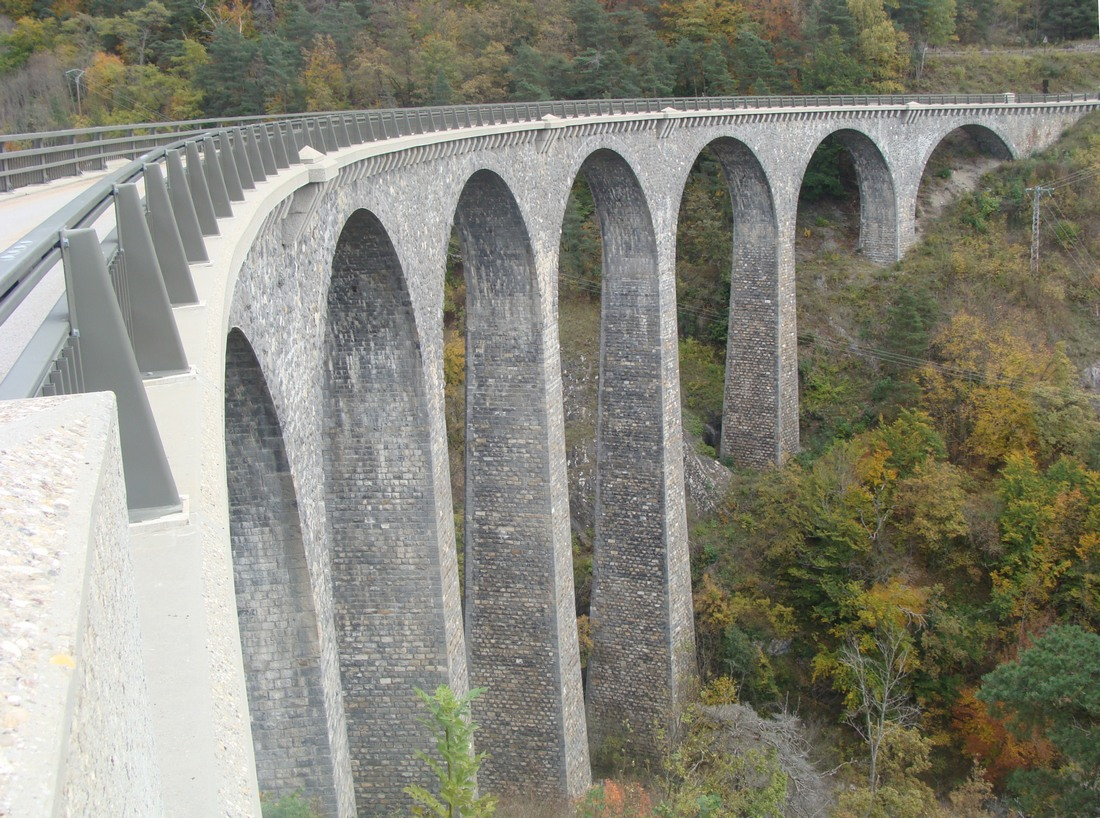
Viaduc de la Bonne
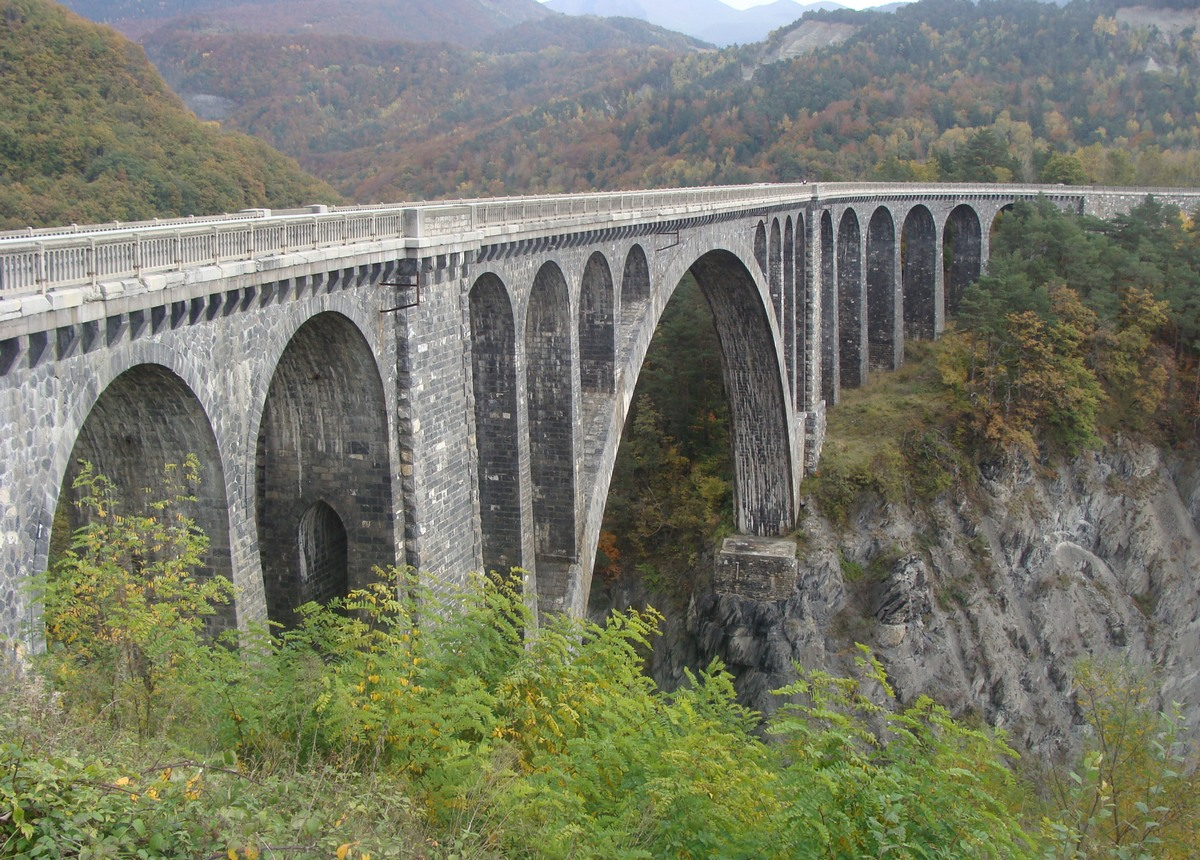
Viaduc de la Roizonne, bei La Mure, Isère (1928)

## Ehrungen
Am 3. Juli 1886 wurde Paul Séjourné im Alter von nur 35 Jahren der Orden des Chevalier de la Légion d’Honneur verliehen für den Bau verschiedener Eisenbahnbrücken mit großer Spannweite, die sowohl wegen ihres monumentalen Charakters als auch wegen ihrer Bauverfahren als Vorbild bezeichnet werden können.
1906 erhielt er als erster den vom Generalinspekteur der Ponts et Chaussées Rouville gestifteten Preis für herausragende Leistungen beim Bau gemauerter Brücken.
1918 wurde er von der Académie des sciences mit dem Prix Caméré ausgezeichnet, im Jahr darauf, obwohl schon lange nicht mehr im Staatsdienst tätig, zum Inspecteur Général des Ponts et Chaussées und zum Grand Officier de la Légion d'Honneur ernannt.
Am 8. Dezember 1924 wurde er zum Mitglied der Académie des sciences gewählt.
Straßen und Plätze in Toulouse, Perpignan, Béziers, Luxemburg und Paris tragen seinen Namen.

## Veröffentlichungen
- Construction des ponts du Castelet, de Lavaur et Antoinette. Annales des Ponts et Chaussées 1886, II. Band XII, S. 409–549. Digitalisat auf BnF Gallica
- Grandes Voûtes, Tôme I - VI, Imprimerie Vve Tardy-Pigelet et fils, Bourges, 1913 – 1916
- Comment aujourd'hui on projette et on construit les grandes voûtes en maçonnerie. Annales des Ponts et Chaussées 1931